# Memelland-Kultur

Baltische Kulturen der Eisenzeit.
Memelland-Kultur
Dollkeim-Gruppe (Samland-Natangen)
Olsztyn-Kultur (Galinden)
Sudauer Gruppe (Jatwinger)
Strichkeramik-Kultur
Milograd-Kultur
Dnjepr-Dwina-Kultur
Bel-Gräber-Gruppe

Die Memelland-Kultur ist eine archäologische Kultur der baltischen Eisenzeit vom 2. bis zum 7. Jahrhundert im westlichen Litauen und südwestlichen Lettland.

## Verbreitungsgebiet
Spuren der Memelland-Kultur finden sich im Bereich der unteren Memel, im nordöstlich anschließenden Memelland und übrigen litauischen und südwestlettischen Küstengebiet.
Spätestens für die Zeit ab dem 8. Jahrhundert ist in diesem Gebiet der baltische Stamm der Kuren bezeugt.
Ungefähr seit dem 5. Jahrhundert finden sich an der südlichen Ostseeküste vermehrt skandinavische Zeugnisse (Siedlung Grobin).

## Bestattungskultur
Bestattungen fanden im Gegensatz zur benachbarten Sudauer Kultur in Körpergräbern statt. Die Gräber wurden inmitten runder oder rechteckiger Steineinfriedungen wabenförmig angelegt (ostbaltische Steingräberkultur).

## Siedlungen
Siedlungen finden sich vor allem in der Nähe von Gewässern.
Ungefähr seit dem 5. Jahrhundert gab es befestigte Burgsiedlungen auf Steilhängen (Burgberg) oder in geschützten Lagen, die durch Erdwälle und Holzpalisaden befestigt waren, und deren Fläche etwa 0,5 bis 1 ha betrug.

## Wirtschaft
Die Menschen lebten wie die benachbarten Kulturen von Ackerbau, Viehzucht, Jagd und Fischfang. Auch dürfte der Bernsteinhandel eine Rolle gespielt haben, so wurden u. a. Metalle wie Bronze oder Silber eingetauscht.